# Großer Preis von Monaco 2003
Der Große Preis von Monaco 2003 (offiziell LXI Grand Prix de Monaco) fand am 1. Juni auf dem Circuit de Monaco in Monte Carlo statt und war das siebte Rennen der Formel-1-Weltmeisterschaft 2003.

## Berichte

### Hintergrund
Nach dem Großen Preis von Österreich führte Kimi Räikkönen in der Fahrerwertung mit zwei Punkten vor Michael Schumacher und mit 14 Punkten vor Rubens Barrichello. In der Konstrukteurswertung führte Ferrari mit einem Punkt vor McLaren-Mercedes und mit 29 Punkten vor Renault und Williams-BMW.
Mit Michael Schumacher (fünfmal), David Coulthard (zweimal) und Olivier Panis (einmal) traten drei ehemalige Sieger zu diesem Grand Prix an.

### Training
Vor dem Sonntagsrennen fanden vier Trainingseinheiten statt – zwei am Donnerstag und zwei am Samstag. Die Sitzungen am Donnerstagvormittag und -nachmittag dauerten jeweils eine Stunde. Das dritte und letzte Training fand am Samstagmorgen statt und dauerte 45 Minuten.
Jaguar-Fahrer Mark Webber fuhr am Freitag die schnellste Zeit mit 1:16,373 Minuten, eine Zehntelsekunde schneller als Jenson Button und Coulthard auf den Plätzen zwei und drei.
Am Samstag war dann Coulthard mit einer Zeit von 1:14,747 Minuten der Schnellste. Juan Pablo Montoya und Michael Schumacher folgten auf den Plätzen zwei und drei.

### Qualifikation
Im ersten Qualifikationsabschnitt am Freitag (Vor-Qualifikation) fuhr Michael Schumacher die schnellste Runde vor seinem Teamkollegen Barrichello und Button.
Button erlitt im Samstagmorgentraining einen schweren Unfall. Aufgrund der daraus resultierenden Verletzungen nahm er am zweiten Qualifikationsabschnitt und am Rennen nicht mehr teil.
Im zweiten Qualifikationsabschnitt am Samstag war dann Ralf Schumacher mit einer Zeit von 1:15,529 Minuten der Schnellste und sicherte sich so die Pole-Position. Räikkönen und Montoya folgten auf den Plätzen zwei und drei.

### Warm Up
Im Warm Up waren die beiden McLaren-Mercedes die Schnellsten. Coulthard platzierte sich vor Räikkönen und Fernando Alonso.

### Rennen
Beim Start behielt Ralf Schumacher von der Pole-Position aus die Führung. Hinter ihm überholte Montoya Räikkönen, während Alonso weiter hinten sowohl Coulthard als auch Barrichello überholte. In der ersten Runde prallte Heinz-Harald Frentzen in der zweiten Piscine-Schikane an die Bande und füllte die Strecke mit Trümmern. Der deutsche Fahrer musste aufgeben, während die Rennleitung das Safety-Car auf die Strecke brachte. In der fünften Runde endete das Safety-Car, Überholmanöver blieben beim Restart allerdings aus. In den folgenden Runden versuchte Ralf Schumacher erfolglos, Montoya und Räikkönen abzuhängen, während Jarno Trulli Michael Schumacher hinter sich hielt; distanzierter folgten Alonso, Coulthard und Barrichello.
Bis zur ersten Serie von Boxenstopps, die Ralf Schumacher in Runde 21 eröffnete, passierte praktisch nichts. Der deutsche Fahrer kam als Achter zurück auf die Strecke und übergab die Führung an seinen Teamkollegen Montoya. Der Kolumbianer fuhr die schnellste Runde des Rennens und tankte zum ersten Mal in der 23. Runde nach, sodass er direkt vor seinem Teamkollegen auf die Strecke zurückkehrte. Zwei Runden später machte auch Räikkönen seinen Boxenstopp und schob sich zwischen die beiden Williams-Fahrer. Trulli, der das Rennen vorübergehend anführte, kehrte zwei Runden später an die Box zurück und überließ Michael Schumacher die Führung.
Der Ferrari-Fahrer, der seine Runden in seinem eigenen Tempo drehen konnte, fuhr auch die schnellste Runde und kam nach dem Auftanken in Runde 31 als Dritter auf die Strecke zurück, vor seinem Bruder, aber hinter Montoya und Räikkönen. In den folgenden Runden setzten sich Montoya und Räikkönen leicht von den anderen ab, es kam jedoch zu keinem Positionswechsel. Der Erste, der in der 48. Runde den zweiten Stopp einlegte, war Ralf Schumacher, der vom vierten auf den achten Platz zurückfiel. Eine Runde später tankte auch Montoya. Räikkönen, der an der Spitze lag, fuhr nun auch die schnellste Runde, aber als er fünf Runden später seinen zweiten Boxenstopp einlegte, war er hinter dem Kolumbianer wieder auf der Strecke.
Michael Schumacher, der in Führung lag, machte in Runde 59 seinen zweiten Stopp und kam als Dritter hinter Montoya und Räikkönen wieder auf die Strecke zurück. Die Situation stabilisierte sich ohne weitere Positionsänderungen. Montoya holte seinen und Williams ersten Saisonsieg nach einem weniger aufregenden Saisonstart und landete vor Räikkönen, Michael und Ralf Schumacher, Alonso, Trulli, Coulthard und Barrichello. Während des Rennens gab es keine aufgezeichneten Überholmanöver auf der Strecke. Dies war eines der wenigen Rennen in der Geschichte der Formel 1, bei denen dies vorkam. Die anderen drei Rennen seit 1981, bei denen es keine Überholmanöver auf der Strecke gab, waren der umstrittene Große Preis der USA 2005, der Große Preis von Europa 2009 und der ebenfalls umstrittene Große Preis von Belgien 2021.
In der Fahrerwertung blieb Räikkönen vor Michael Schumacher vorne. Neuer Dritter war Alonso. In der Konstrukteurswertung konnte McLaren-Mercedes wieder an Ferrari vorbeiziehen und die Spitzenposition übernehmen. Williams-BMW war alleiniger Dritter.

## Meldeliste
| Team                       | Nr. | Fahrer                | Chassis         | Motor                 | Reifen |
| -------------------------- | --- | --------------------- | --------------- | --------------------- | ------ |
| Scuderia Ferrari Marlboro  | 01  | Michael Schumacher    | Ferrari F2002   | Ferrari 3.0 V10       | B      |
| Scuderia Ferrari Marlboro  | 02  | Rubens Barrichello    | Ferrari F2002   | Ferrari 3.0 V10       | B      |
| BMW.WilliamsF1 Team        | 03  | Juan Pablo Montoya    | Williams FW25   | BMW 3.0 V10           | M      |
| BMW.WilliamsF1 Team        | 04  | Ralf Schumacher       | Williams FW25   | BMW 3.0 V10           | M      |
| West McLaren Mercedes      | 05  | David Coulthard       | McLaren MP4-17D | Mercedes-Benz 3.0 V10 | M      |
| West McLaren Mercedes      | 06  | Kimi Räikkönen        | McLaren MP4-17D | Mercedes-Benz 3.0 V10 | M      |
| Mild Seven Renault F1 Team | 07  | Jarno Trulli          | Renault R23     | Renault 3.0 V10       | M      |
| Mild Seven Renault F1 Team | 08  | Fernando Alonso       | Renault R23     | Renault 3.0 V10       | M      |
| Sauber Petronas            | 09  | Nick Heidfeld         | Sauber C22      | Petronas 3.0 V10      | B      |
| Sauber Petronas            | 10  | Heinz-Harald Frentzen | Sauber C22      | Petronas 3.0 V10      | B      |
| Jordan-Ford                | 11  | Giancarlo Fisichella  | Jordan EJ13     | Ford RS 3.0 V10       | B      |
| Jordan-Ford                | 12  | Ralph Firman          | Jordan EJ13     | Ford RS 3.0 V10       | B      |
| Jaguar Racing              | 14  | Mark Webber           | Jaguar R4       | Cosworth 3.0 V10      | M      |
| Jaguar Racing              | 15  | Antonio Pizzonia      | Jaguar R4       | Cosworth 3.0 V10      | M      |
| Lucky Strike BAR Honda     | 16  | Jacques Villeneuve    | BAR 005         | Honda 3.0 V10         | B      |
| Lucky Strike BAR Honda     | 17  | Jenson Button         | BAR 005         | Honda 3.0 V10         | B      |
| Minardi F1 Team            | 18  | Justin Wilson         | Minardi PS03    | Cosworth 3.0 V10      | B      |
| Minardi F1 Team            | 19  | Jos Verstappen        | Minardi PS03    | Cosworth 3.0 V10      | B      |
| Panasonic Toyota Racing    | 20  | Olivier Panis         | Toyota TF103    | Toyota 3.0 V10        | M      |
| Panasonic Toyota Racing    | 21  | Cristiano da Matta    | Toyota TF103    | Toyota 3.0 V10        | M      |

## Klassifikationen

### Qualifying
| Pos. | Fahrer                | Konstrukteur     | Q1         | Q2         | Start |
| ---- | --------------------- | ---------------- | ---------- | ---------- | ----- |
| 01   | Ralf Schumacher       | Williams-BMW     | 1:17,063   | 1:15,259   | 01    |
| 02   | Kimi Räikkönen        | McLaren-Mercedes | 1:17,926   | 1:15,295   | 02    |
| 03   | Juan Pablo Montoya    | Williams-BMW     | 1:17,108   | 1:15,415   | 03    |
| 04   | Jarno Trulli          | Renault          | 1:16,905   | 1:15,500   | 04    |
| 05   | Michael Schumacher    | Ferrari          | 1:16,305   | 1:15,644   | 05    |
| 06   | David Coulthard       | McLaren-Mercedes | 1:17,059   | 1:15,700   | 06    |
| 07   | Rubens Barrichello    | Ferrari          | 1:16,636   | 1:15,820   | 07    |
| 08   | Fernando Alonso       | Renault          | 1:18,370   | 1:15,884   | 08    |
| 09   | Mark Webber           | Jaguar-Cosworth  | 1:17,637   | 1:16,237   | 09    |
| 10   | Cristiano da Matta    | Toyota           | 1:20,374   | 1:16,744   | 10    |
| 11   | Jacques Villeneuve    | BAR-Honda        | 1:18,109   | 1:16,755   | 11    |
| 12   | Giancarlo Fisichella  | Jordan-Ford      | 1:17,080   | 1:16,967   | 12    |
| 13   | Antonio Pizzonia      | Jaguar-Cosworth  | 1:18,967   | 1:17,103   | 13    |
| 14   | Nick Heidfeld         | Sauber-Petronas  | 1:17,912   | 1:17,176   | 14    |
| 15   | Heinz-Harald Frentzen | Sauber-Petronas  | keine Zeit | 1:17,402   | 15    |
| 16   | Ralph Firman          | Jordan-Ford      | 1:18,286   | 1:17,452   | 16    |
| 17   | Olivier Panis         | Toyota           | 1:19,903   | 1:17,464   | 17    |
| 18   | Jos Verstappen        | Minardi-Cosworth | 1:19,421   | 1:18,706   | 18    |
| 19   | Justin Wilson         | Minardi-Cosworth | 1:19,680   | 1:20,063   | 19    |
| 20   | Jenson Button         | BAR-Honda        | 1:16,685   | keine Zeit | –     |

### Rennen
| Pos. | Fahrer                | Konstrukteur     | Runden | Stopps | Zeit        | Start | Schnellste Runde |
| ---- | --------------------- | ---------------- | ------ | ------ | ----------- | ----- | ---------------- |
| 01   | Juan Pablo Montoya    | Williams-BMW     | 78     | 2      | 1:42:19,010 | 03    | 1:14,902 (47.)   |
| 02   | Kimi Räikkönen        | McLaren-Mercedes | 78     | 2      | + 0,602     | 02    | 1:14,545 (49.)   |
| 03   | Michael Schumacher    | Ferrari          | 78     | 2      | + 1,720     | 05    | 1:14,707 (30.)   |
| 04   | Ralf Schumacher       | Williams-BMW     | 78     | 2      | + 28,518    | 01    | 1:14,768 (77.)   |
| 05   | Fernando Alonso       | Renault          | 78     | 2      | + 36,251    | 08    | 1:15,397 (51.)   |
| 06   | Jarno Trulli          | Renault          | 78     | 2      | + 40,972    | 04    | 1:15,679 (51.)   |
| 07   | David Coulthard       | McLaren-Mercedes | 78     | 2      | + 41,227    | 06    | 1:15,439 (51.)   |
| 08   | Rubens Barrichello    | Ferrari          | 78     | 2      | + 53,266    | 07    | 1:15,307 (59.)   |
| 09   | Cristiano da Matta    | Toyota           | 77     | 2      | + 1 Runde   | 10    | 1:16,282 (51.)   |
| 10   | Giancarlo Fisichella  | Jordan-Ford      | 77     | 2      | + 1 Runde   | 12    | 1:16,647 (72.)   |
| 11   | Nick Heidfeld         | Sauber-Petronas  | 76     | 2      | + 2 Runden  | 14    | 1:16,835 (75.)   |
| 12   | Ralph Firman          | Jordan-Ford      | 76     | 2      | + 2 Runden  | 16    | 1:17,208 (51.)   |
| 13   | Olivier Panis         | Toyota           | 74     | 1      | + 4 Runden  | 17    | 1:17,777 (70.)   |
| –    | Jacques Villeneuve    | BAR-Honda        | 63     | 2      | DNF         | 11    | 1:16,292 (50.)   |
| –    | Justin Wilson         | Minardi-Cosworth | 29     | 0      | DNF         | 19    | 1:19,169 (19.)   |
| –    | Jos Verstappen        | Minardi-Cosworth | 28     | 0      | DNF         | 18    | 1:19,146 (25.)   |
| –    | Mark Webber           | Jaguar-Cosworth  | 16     | 1      | DNF         | 09    | 1:18,004 (13.)   |
| –    | Antonio Pizzonia      | Jaguar-Cosworth  | 10     | 0      | DNF         | 13    | 1:19,437 (08.)   |
| –    | Heinz-Harald Frentzen | Sauber-Petronas  | 0      | 0      | DNF         | 15    | –                |
| DNS  | Jenson Button         | BAR-Honda        | –      | –      | –           | –     | –                |

Anmerkungen
1. ↑  Button verunfallte im Samstagstraining schwer, sodass er am Rennen nicht teilnehmen konnte

## WM-Stände nach dem Rennen
Die ersten acht des Rennens bekamen 10, 8, 6, 5, 4, 3, 2 bzw. 1 Punkt(e).

### Fahrerwertung
| Pos. | Fahrer               | Konstrukteur     | Punkte |
| ---- | -------------------- | ---------------- | ------ |
| 01   | Kimi Räikkönen       | McLaren-Mercedes | 48     |
| 02   | Michael Schumacher   | Ferrari          | 44     |
| 03   | Fernando Alonso      | Renault          | 29     |
| 04   | Rubens Barrichello   | Ferrari          | 27     |
| 05   | Juan Pablo Montoya   | Williams-BMW     | 25     |
| 06   | David Coulthard      | McLaren-Mercedes | 25     |
| 07   | Ralf Schumacher      | Williams-BMW     | 25     |
| 08   | Jarno Trulli         | Renault          | 13     |
| 09   | Giancarlo Fisichella | Jordan-Ford      | 10     |
| 10   | Jenson Button        | BAR-Honda        | 8      |

| Pos. | Fahrer                | Konstrukteur     | Punkte |
| ---- | --------------------- | ---------------- | ------ |
| 11   | Heinz-Harald Frentzen | Sauber-Petronas  | 7      |
| 12   | Mark Webber           | Jaguar-Cosworth  | 4      |
| 13   | Cristiano da Matta    | Toyota           | 3      |
| 14   | Jacques Villeneuve    | BAR-Honda        | 3      |
| 15   | Nick Heidfeld         | Sauber-Petronas  | 1      |
| 16   | Ralph Firman          | Jordan-Ford      | 1      |
| 17   | Olivier Panis         | Toyota           | 0      |
| 18   | Antonio Pizzonia      | Jaguar-Cosworth  | 0      |
| 19   | Jos Verstappen        | Minardi-Cosworth | 0      |
| 20   | Justin Wilson         | Minardi-Cosworth | 0      |

### Konstrukteurswertung
| Pos. | Konstrukteur     | Punkte |
| ---- | ---------------- | ------ |
| 01   | McLaren-Mercedes | 73     |
| 02   | Ferrari          | 71     |
| 03   | Williams-BMW     | 50     |
| 04   | Renault          | 42     |
| 05   | Jordan-Ford      | 11     |

| Pos. | Konstrukteur     | Punkte |
| ---- | ---------------- | ------ |
| 06   | BAR-Honda        | 11     |
| 07   | Sauber-Petronas  | 8      |
| 08   | Jaguar-Cosworth  | 4      |
| 09   | Toyota           | 3      |
| 10   | Minardi-Cosworth | 0      |